# Tributo a Queen: Los grandes del rock en español
Tributo a Queen: Los Grandes del Rock en Español es un álbum tributo homenaje a la banda inglesa Queen en idioma español, realizado en el año 1997 por una serie de músicos y bandas latinoamericanos y españoles. Fue lanzado por la discográfica Hollywood Records, que posee los derechos de Queen en Estados Unidos y Canadá.
La banda argentina Soda Stereo grabó «Algún Día» antes de separarse en 1997, siendo esta la última canción grabada en estudio por la banda. Un extracto de esa canción fue reproducida al inicio de los conciertos de su gira de regreso Me verás volver 2007. Además este tema es uno de los preferidos de los fanáticos.
También esta fue la última aparición musical de la banda mexicana Fobia, antes de su receso iniciado en 1997 y terminado en 2003. 
Varias de estas versiones aparecieron posteriormente en otros discos o formaron parte de bandas sonoras. La canción «Rap, Soda y Bohemia» fue incluida en el disco Molomix (1998) de Molotov. El álbum completo fue utilizado para la banda sonora de la telenovela chilena Tic tac, producida por Televisión Nacional de Chile (TVN).
Solo para las ediciones en Japón y Estados Unidos en CD, se incluyó la canción 15 de la lista de temas.

## Lista de canciones
| N.º | Título | Escritor(es)       | Duración |  |
| 1.  | «Otro Muerde el Polvo» («Another One Bites the Dust», interpretado por Illya Kuryaki and the Valderramas.) | John Deacon        | 4:57     |  |
| 2.  | «Juégale, Apuéstale» («Play the Game», interpretado por Aterciopelados.)                                   | Freddie Mercury    | 2:49     |  |
| 3.  | «Somos Campeones» («We Are the Champions», interpretado por La Unión.)                                     | Freddie Mercury    | 4:12     |  |
| 4.  | «Nosotros Te Conmoveremos» («We Will Rock You», interpretado por El General.)                              | Brian May          | 2:55     |  |
| 5.  | «Días Que No Volverán» («These Are the Days of Our Lives», interpretado por Antonio Vega.)                 | Roger Taylor       | 4:16     |  |
| 6.  | «Algún Día» («Some Day One Day», interpretado por Soda Stereo.)                                            | Brian May          | 4:24     |  |
| 7.  | «Sálvame» («Save Me», interpretado por Soraya.)                                                            | Brian May          | 3:30     |  |
| 8.  | «Rap, Soda y Bohemia» («Bohemian Rhapsody», interpretado por Molotov.)                                     | Freddie Mercury    | 4:02     |  |
| 9.  | «Se Fue, Se Fue» («All Dead, All Dead», interpretado por Fito Páez.)                                       | Brian May          | 2:44     |  |
| 10. | «Cómo Librarme de Ti» («I Want to Break Free», interpretado por Ketama.)                                   | John Deacon        | 3:03     |  |
| 11. | «Presionando» («Under Pressure», interpretado por Fobia.)                                                  | David Bowie, Queen | 3:54     |  |
| 12. | «Cuando Te Vas» («Love of my Life», interpretado por Paulo Ricardo.)                                       | Freddie Mercury    | 2:57     |  |
| 13. | «Casi Loco por tu Amor» («Crazy Little Thing Called Love», interpretado por Pablo Dagnino.)                | Freddie Mercury    | 3:15     |  |
| 14. | «Alguien a Quién Amar» («Somebody To Love», interpretado por Aleks Syntek y la Gente Normal.)              | Freddie Mercury    | 4:22     |  |
| 15. | «Cierta Magia» («A Kind of Magic», interpretado por Angélica.)                                             | Roger Taylor       | 3:42     |  |